# Ionella maculata
Ionella maculata är en kräftdjursart som beskrevs av Clements Robert Markham 1994. Ionella maculata ingår i släktet Ionella och familjen Bopyridae. Inga underarter finns listade i Catalogue of Life.